# Westia cyrtozona
Westia cyrtozona is een vlinder uit de familie van de zakjesdragers (Psychidae). De wetenschappelijke naam van de soort is als Porthetes cyrtozona voor het eerst geldig gepubliceerd in 1932 door West.
De mannetjesvlinder heeft een voorvleugellengte van 9 tot 11 millimeter en antennes van 4,5 millimeter. Het vrouwtje is niet beschreven.
De soort is waargenomen op de Filipijnen.